# Jabłonna (gromada w powiecie sokołowskim)
Jabłonna (alt. Jabłonna Lacka) – dawna gromada, czyli najmniejsza jednostka podziału terytorialnego Polskiej Rzeczypospolitej Ludowej w latach 1954–1972.
Gromady, z gromadzkimi radami narodowymi (GRN) jako organami władzy najniższego stopnia na wsi, funkcjonowały od reformy reorganizującej administrację wiejską przeprowadzonej jesienią 1954 do momentu ich zniesienia z dniem 1 stycznia 1973, tym samym wypierając organizację gminną w latach 1954–1972.
Gromadę Jabłonna z siedzibą GRN w Jabłonnie (Lackiej) utworzono – jako jedną z 8759 gromad na terenie Polski – w powiecie sokołowskim w woj. warszawskim, na mocy uchwały nr VI/10/21/54 WRN w Warszawie z dnia 5 października 1954. W skład jednostki weszły obszary dotychczasowych gromad Jabłonna Lacka, Jabłonna Stara, Jabłonna Średnia, Morszków, Niemirki, Tończa i Teofilówka oraz kolonia Gródek z dotychczasowej gromady Gródek ze zniesionej gminy Jabłonna w tymże powiecie. Dla gromady ustalono 13 członków gromadzkiej rady narodowej.
29 lutego 1956 do gromady Jabłonna Lacka przyłączono kolonię Ludwinów z gromady Czekanów w tymże powiecie.
31 grudnia 1959 do gromady Jabłonna przyłączono obszary zniesionych gromad: Krzemień, Bujały-Mikosze (bez wsi Bujały-Gniewosze i Władysławów) i Mołożew (bez wsi Wirów) w tymże powiecie.
31 grudnia 1961 z gromady Jabłonna wyłączono wsie Krzemień, Krzemień-Zagacie i Wieska, włączając je do gromady Dzierzby Włościańskie w tymże powiecie; do gromady Jabłonna włączono natomiast wsie Czekanów, Łuzki i Władysławów ze zniesionej gromady Czekanów w tymże powiecie.
31 grudnia 1962 do gromady Jabłonna przyłączono wieś Krzemień-Zagacie z gromady Dzierzby Włościańskie w tymże powiecie.
Gromada przetrwała do końca 1972 roku, czyli do kolejnej reformy gminnej. 1 stycznia 1973 w powiecie sokołowskim reaktywowano gminę Jabłonna Lacka (do 1954 o urzędowej nazwie gmina Jabłonna).